# محوطه شلانک بن
محوطه شلانک بن مربوط به پیش از اسلام - دوران‌های تاریخی پس از اسلام است و در شهرستان طالقان، روستای شهرک طالقان واقع شده و این اثر در تاریخ ۱۲ بهمن ۱۳۸۱ با شمارهٔ ثبت ۷۰۸۵ به‌عنوان یکی از آثار ملی ایران به ثبت رسیده است.